# Rochester Lancers
Rochester Lancers – amerykański klub piłkarski z Rochester, w stanie Nowy Jork. Drużyna występowała w lidze ASL (1967–69) i NASL (1970–80), a jego domowym obiektem był Holleder Memorial Stadium. Zespół istniał w latach 1967–1980.

## Historia
Klub został założony w 1967 roku przez Berniego Rodina – właściciela klubów New York Arrows i Baltimore Blast. W latach 1967–1969 występowała w lidze ASL, a w latach 1970–1980 w lidze NASL, w którym w sezonie 1970 zdobyła mistrzostwo ligi, a w sezonach 1971 i 1977 zespół docierał do półfinału ligi, a w sezonie 1971 dotarł do półfinału Ligi Mistrzów CONCACAF. Klub został rozwiązany po sezonie 1980.
Klub został reaktywowany w 2010 roku i od listopada 2011 roku występuje w halowych rozgrywkach Major Indoor Soccer League.

## Osiągnięcia
| - Wicemistrz ASL: 1968 - Mistrz NASL: 1970 - Mistrz sezonu zasadniczego: 1971 - Półfinał Ligi Mistrzów CONCACAF: 1971 MVP NASL - Carlos Metidieri – 1970, 1971 Król strzelców NASL - Carlos Metidieri – 1971 Trener Roku NASL - Phil Woosnam – 1968 Odkrycie Sezonu NASL - Kaizer Motaung – 1968 |  | Jedenastka Sezonu NASL - 1970: Carlos Metidieri, Charlie Mitchell - 1971: Carlos Metidieri, Manfred Seissler, Peter Short - 1972: Peter Short Jedenastka Dublerów NASL - 1970: Bob DeLuca - 1971: Francisco Escos, Charlie Mitchell - 1972: Francisco Escos, Carlos Metidieri - 1973: Francisco Escos - 1975: Charlie Mitchell, Tommy Ord - 1977: Mike Stojanovic Wyróżnienia NASL - 1971: Claude Campos, Roberto Lonardo - 1972: Adolfo Gori, Charlie Mitchell - 1974: Charlie Mitchell - 1978: Joszef Horvath Galeria Sław Halowej Piłki Nożnej - 2012: Don Popović, Branko Segota |

## Sezon po sezonie
| Sezon   | Liga | Bilans meczów | Sezon                                               | Playoff                | Śr. frekwencja |
| ------- | ---- | ------------- | --------------------------------------------------- | ---------------------- | -------------- |
| 1967–68 | ASL  | 6–7–2         | 4.miejsce, Pierwsza Dywizja                         | Nie zakwalifikował się |                |
| 1968    | ASL  | 6–5–1         | 2.miejsce, Pierwsza Dywizja                         | Finalista              |                |
| 1969    | ASL  | 12–3–5        | 1.miejsce, Dywizja Północna                         | Nie zakwalifikował się |                |
| 1970    | NASL | 9–9–6         | 1.miejsce, Dywizja Północna                         | Mistrz                 | 4,506          |
| 1971    | NASL | 13–5–6        | 1.miejsce, Dywizja Północna                         | Półfinał               | 5,871          |
| 1972    | NASL | 6–5–3         | 2.miejsce, Dywizja Północna                         | Semifinals             | 5,505          |
| 1973    | NASL | 4–9–6         | 3.miejsce, Dywizja Północna                         | Nie zakwalifikował się | 4,069          |
| 1974    | NASL | 8–10–2        | 3.miejsce, Dywizja Północna                         | Nie zakwalifikował się | 5,908          |
| 1975    | NASL | 6–16          | 4.miejsce, Dywizja Północna                         | Nie zakwalifikował się | 5,333          |
| 1976    | NASL | 13–11         | 3.miejsce, Dywizja Północna, Konferencja Atlantycka | Nie zakwalifikował się | 5,159          |
| 1977    | NASL | 11–15         | 3.miejsce, Dywizja Północna, Konferencja Atlantycka | Półfinał               | 6,065          |
| 1978    | NASL | 14–16         | 4.miejsce, Dywizja Zachodnia, Konferencja Narodowa  | Nie zakwalifikował się | 6,758          |
| 1979    | NASL | 15–15         | 4.miejsce, Dywizja Zachodnia, Konferencja Narodowa  | Nie zakwalifikował się | 8,680          |
| 1980    | NASL | 12–20         | 4.miejsce, Dywizja Zachodnia, Konferencja Narodowa  | Nie zakwalifikował się | 7,757          |

### Halowa NASL
| Sezon | Liga | Bilans meczów | Sezon                     | Playoff                |
| ----- | ---- | ------------- | ------------------------- | ---------------------- |
| 1975  | NASL | 1–1           | 3.miejsce, Region 2       | Nie zakwalifikował się |
| 1976  | NASL | 3-1           | 1.miejsce, Region Midwest | Finalista              |

## Trenerzy
- 1970:  Alex Perolli
- 1970:  Charles Schiano
- 1970–1971:  Sal DeRosa
- 1972:  Adolfo Gori
- 1973:  Sal DeRosa
- 1974:  Bill Hughes
- 1974:  John Petrossi
- 1974–1975:  Ted Dumitru
- 1976–1979:  Dragan Popovic
- 1980:  Ray Klivecka
- 1980:  Alex Perolli